# 양주 레볼루션
양주 레볼루션(Yangju Revolution)은 독립 야구단이다. 2017년 여름 창단되었다. 2019년 하반기부터 경기도리그에 불참하면서 해체되었다.

## 역대 선수
- 투수 : 이재민, 김승현, 도현석, 박수환, 최종완, 김유준, 김지민, 박성윤, 한승룡, 김병근, 이다운

- 야수 : 김화민, 지건호, 이시우, 안영화, 이승준, 황수려, 김기현, 허태욱, 조성남, 김해현, 박남진, 양동현

## 독립구단 목록
- 파주 챌린저스
- 연천 미라클
- 고양 원더스
- 성남 맥파이스
- 가평 웨일스
- 포천 몬스터
- 수원 파인이그스

### 해체된 독립구단
- 고양 원더스 (2011-2014) (2014년 해체)
- 수원 로보츠 (2018년 해체)
- 용인 스텔스 (2018년 해체)
- 저니맨 외인구단 (2019년 해체)
- 양주 레볼루션 (2019년 해체)
- 성남 블루팬더스 (2019년 해체)
- 용인시 빠따형 독립야구단 (2020년 해체)
- 의정부 신한대학교 피닉스 (2020년 해체)
- 스코어본 하이에나들 (2021년 해체)